# 密花婆婆纳
密花婆婆纳（学名：Veronica densiflora）为車前草科婆婆纳属下的一个种。

## 扩展阅读
維基物種上的相關：密花婆婆纳